# Oudewater

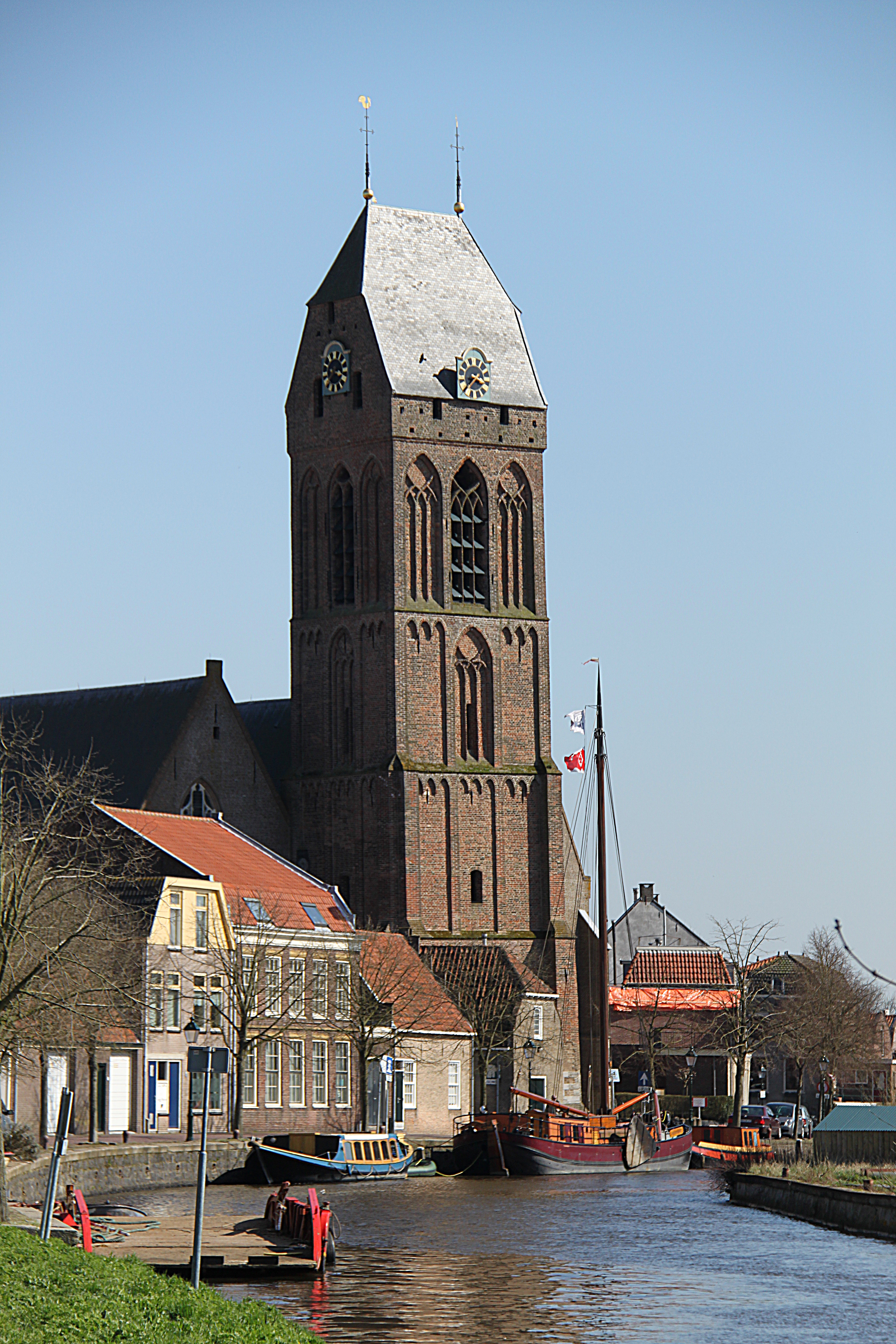
De binnenstad wordt gedomineerd door de toren van de Grote of Sint-Michaëlskerk.

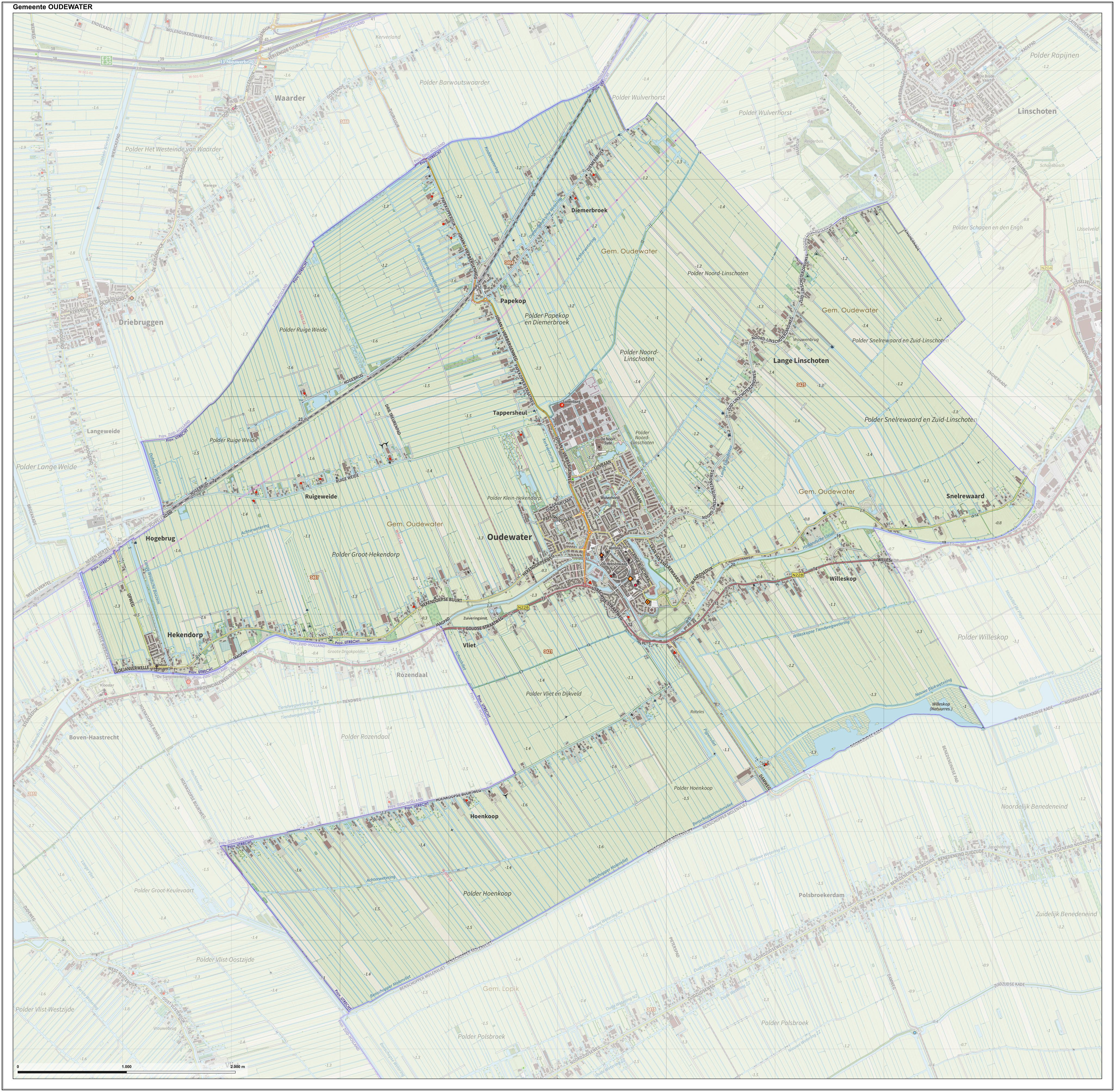
Topografische gemeentekaart van Oudewater, september 2022

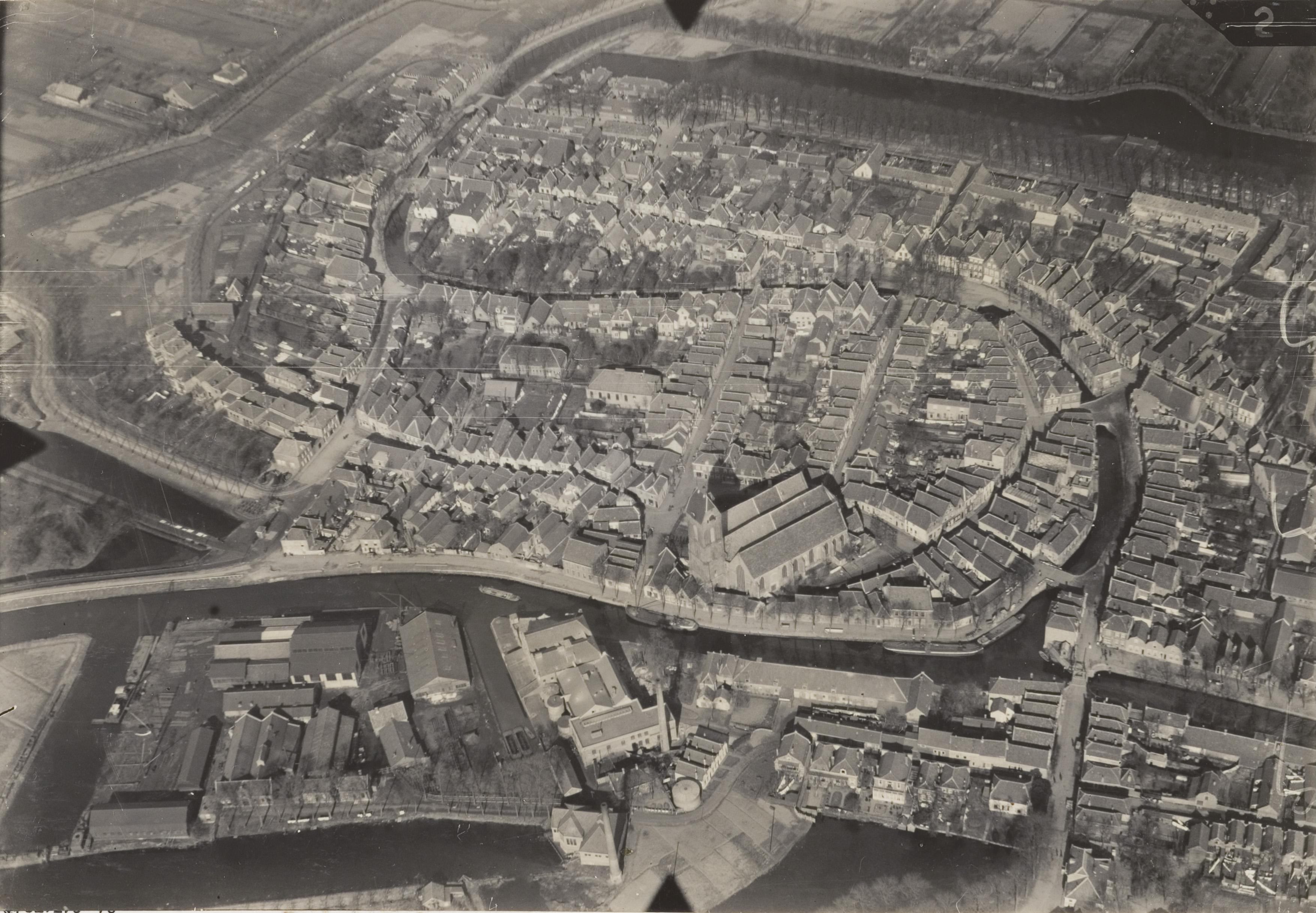
Luchtfoto van Oudewater; circa 1920-1940.

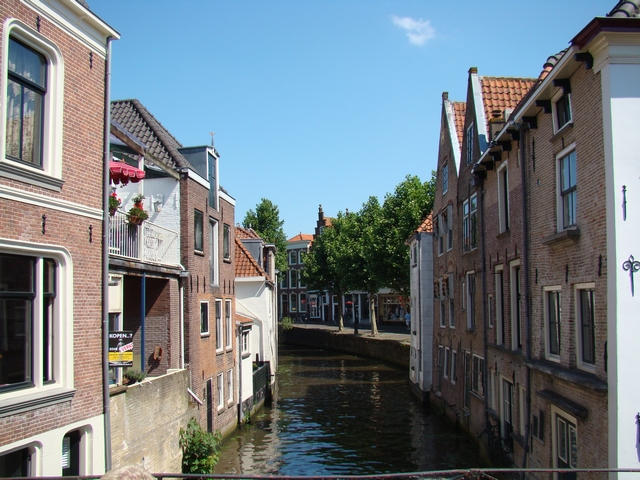
Gracht

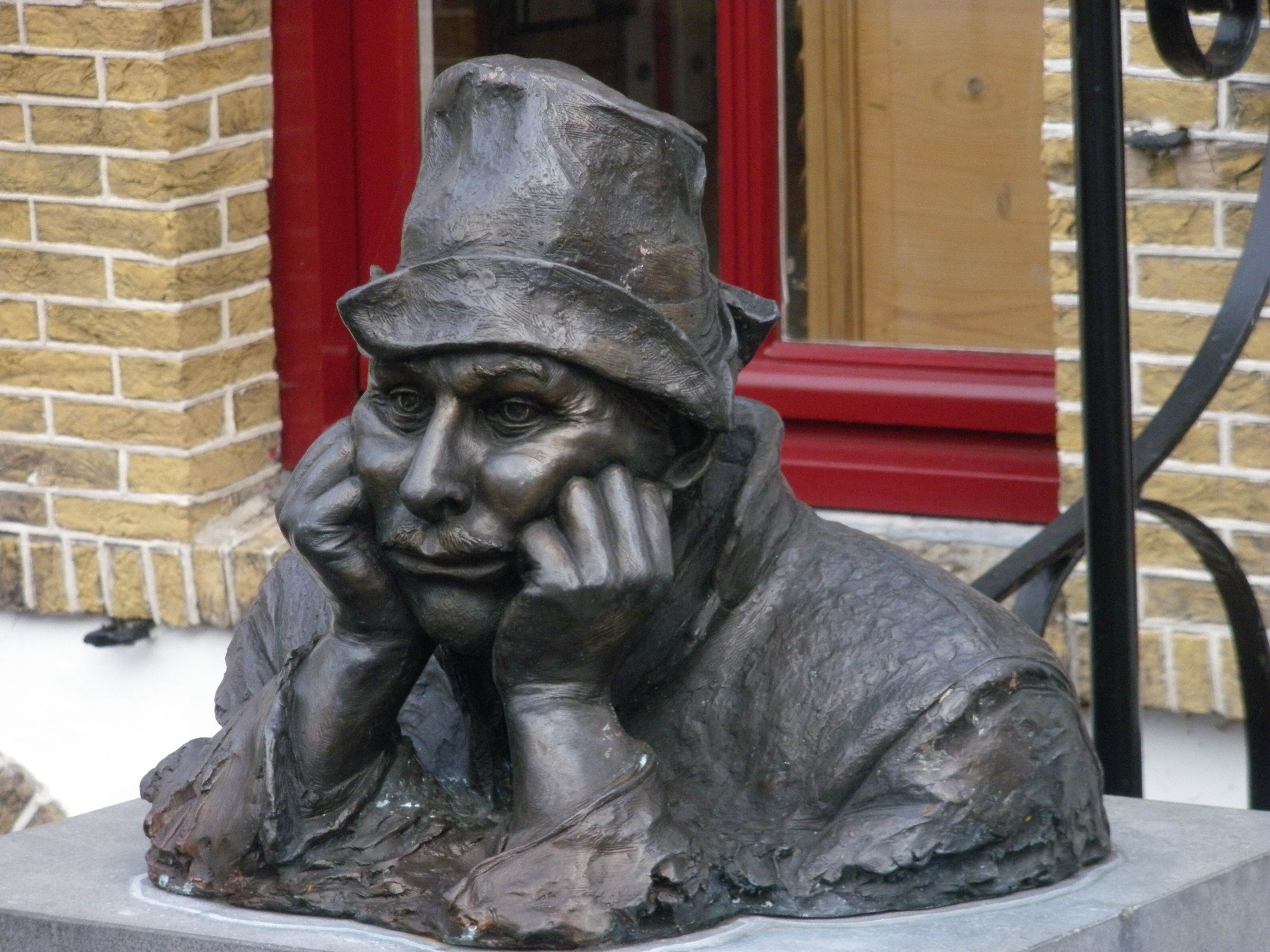
Borstbeeld van Swiebertje.

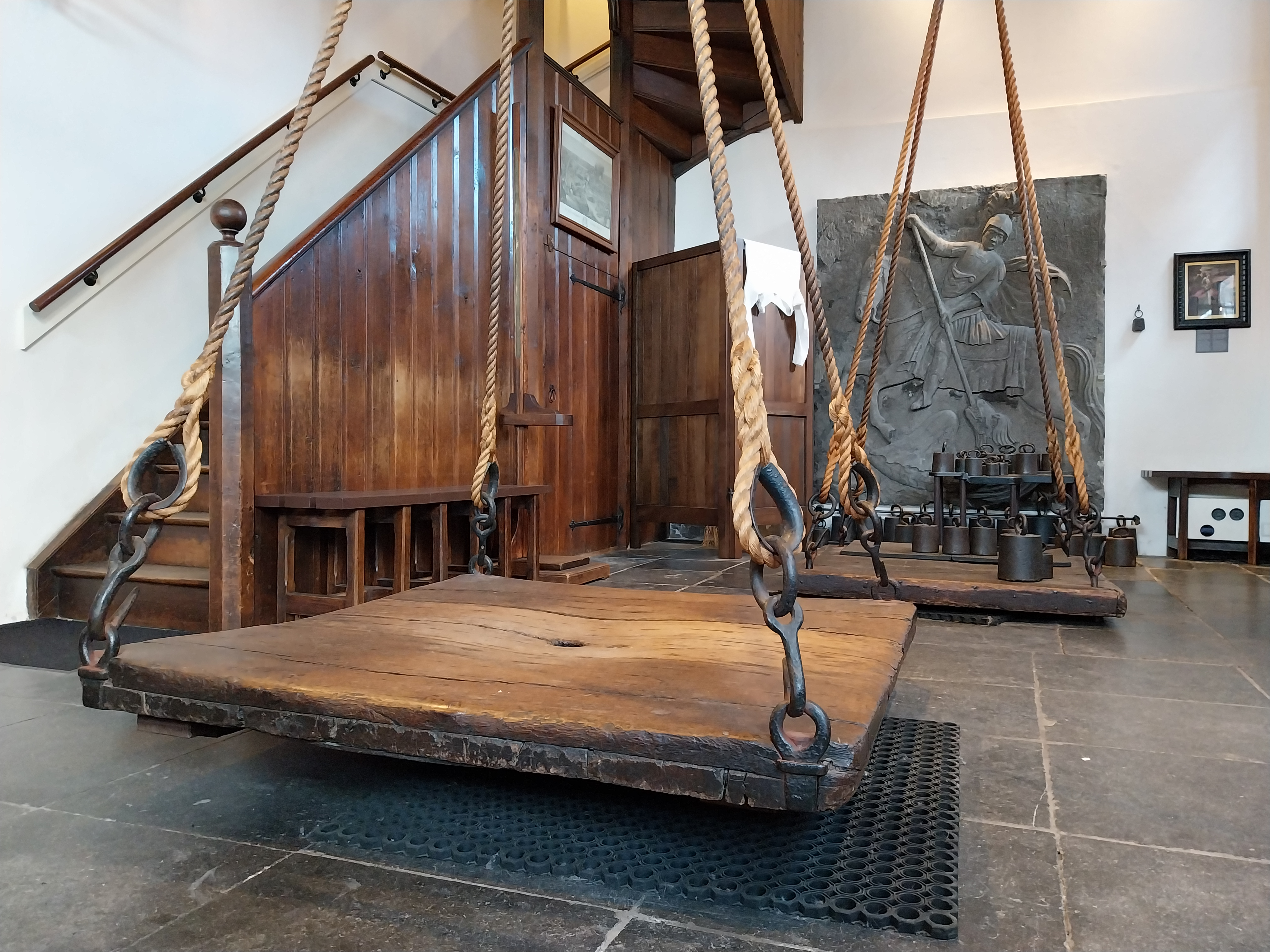
Heksenwaag te Oudewater.

Oudewater (uitspraakⓘ) is een stad en gemeente in de Nederlandse provincie Utrecht. De plaats verkreeg stadsrechten in 1265 en kan daarmee worden beschouwd als de oudste stad in het Groene Hart. Oudewater ligt aan de monding van het riviertje de Lange Linschoten in de Hollandse IJssel. Oudewater heeft ruim 300 historische panden, 97 gemeentelijke monumenten en 127 rijksmonumenten en daarmee de hoogste monumenten-dichtheid van Nederland. De stad is bekend vanwege de 'Heksenwaag' uit 1545, werd rijk door de touwindustrie - wat de inwoners ook de bijnaam 'Geelbuiken' heeft opgeleverd - en was een van de twaalf steden die in 1572 de Eerste Vrije Statenvergadering bijwoonden. Met de slagzin Natuurlijk, Historisch, Kleurrijk - Dat is de Magie van Oudewater - wil het gemeentebestuur anno 2022 het groene buitengebied, de geschiedenis en de binnenstad van Oudewater onder de aandacht brengen.

## Geschiedenis
Oudewater ontstond omstreeks 1100 in een meanderbocht waar de Lange Linschoten samenkomt met de Hollandse IJssel. De oorsprong van de naam berust op water(loop) en oud, ter onderscheiding van een later gegraven nieuwe waterloop. 
Oudewater was strategisch gelegen in het grensgebied van het Graafschap Holland en het Sticht Utrecht. De stad verkreeg van de 38e bisschop van Utrecht - Hendrik van Vianden - rond 1265 stadsrechten. Dit maakte de stad een belangrijke grensvesting. Oudewater behoorde aanvankelijk tot het Sticht Utrecht. In 1280 verloor het Sticht de stad aan het graafschap Holland. Oudewater werd in 1401 belegerd tijdens de Arkelse Oorlogen. Pas bij de herziening van de provinciegrenzen in 1970 werd Oudewater na bijna 700 jaar weer onderdeel van Utrecht.
Oudewater nam op 19 juli 1572 met elf andere steden deel aan de Eerste Vrije Statenvergadering in Dordrecht. In deze vergadering werd de basis gelegd voor een Nederlandse republiek onder 'leiding' van het Huis van Oranje. De bevolking van de stad werd als gevolg hiervan na een korte belegering op 7 augustus 1575 door een Spaans leger uitgemoord. Het beleg en de inname van Oudewater staat bekend als de Oudewaterse moord. Deze catastrofe wordt nog jaarlijks herdacht. Tijdens de inname van de stad ontstond een brand die een groot deel van de middeleeuwse bebouwing in de as legde.
Oudewater was in de 16e en 17e eeuw een belangrijke producent van touw en was daarmee een welvarende stad. Dit touw werd onder meer gebruikt voor de schepen van de Vereenigde Oostindische Compagnie. Een groot aantal panden in de historische binnenstad dateert nog van deze periode van welvarende wederopbouw na de Oudewaterse Moord.
Voor de productie van het touw werd hennep als grondstof gebruikt. Dit werd in de wijde omgeving van Oudewater verbouwd. Tijdens het bewerkingsproces van deze hennep kwam het gele plantensap op de schorten van de touwslagers. De inwoners van het stadje heten daarom tot op vandaag geelbuiken. Tot ver in de 19e eeuw waren er volop touwslagers in Oudewater. Tegenwoordig heeft Oudewater nog een onderneming in de touwindustrie: touwfabriek G. van der Lee. Deze touwfabriek, opgericht in 1545, was tot 2013 het oudste nog bestaande familiebedrijf van Nederland.
Na het Twaalfjarig bestand raakte Oudewater minder betrokken bij de Opstand. De vestingwerken werden in de daaropvolgende jaren verwaarloosd, wat ertoe leidde dat de stad zich op 25 juni van het rampjaar 1672 genoodzaakt zag zich - zonder strijd - over te geven aan de Fransen. Het reeds tot een ruïne verworden Huis te Vliet bleef echter in Staatse handen en vormde een uitvalsbasis voor aanvallen op de Fransen. Na 1672 werd Oudewater versterkt en ging het als vestingstad deel uitmaken van de Oude Hollandse Waterlinie.
In de 17e en 18e eeuw verloor de stad haar rol van betekenis in Holland. De netten- en touwfabricage bleef van groot economisch belang, terwijl het inwoneraantal stabiel was, op minder dan 2.000. In 1808 waren nog slechts 20 van de 52 lijnbanen in bedrijf. Het wegvallen van de touwindustrie, mede door de industrialisatie, leidde tot een verarming van Oudewater. In 1857 werden de wallen geslecht, de vestingwerken en stadspoorten afgebroken. Dezelfde periode kenmerkte zich door emancipatie van het katholieke volksdeel, leidend tot de bouw van de Sint-Franciscuskerk, een klooster, een ziekenhuis en verschillende scholen.
Van 1855 tot 1936 had Oudewater een treinstation in Papekop aan de spoorlijn Utrecht - Rotterdam, die door de gemeente liep. Van 1906 tot 1931 reed er een paardentram tussen Oudewater en het station, de tramlijn Oudewater - Papekop. Tussen 1931 en 1936 was er een busdienst. Eerder al, van 1883 tot 1907, was Oudewater per tram verbonden met Gouda door de tramlijn Gouda - Oudewater. In 1936 werden het station en de tramlijn opgeheven.
Aan het begin van de 20e eeuw verkeerden veel panden in de binnenstad, na jarenlange verwaarlozing door armoede, in erbarmelijke toestand. In 1910 spande de Remonstrantse Broederschap zich in voor herstel van het geboortehuis van Jacobus Arminius. In 1936 werd de Waag stevig gerestaureerd. Veel van de monumentale panden in de binnenstad volgden dit voorbeeld. Na de Tweede Wereldoorlog breidde Oudewater uit met een aantal woonwijken, voornamelijk ten noorden van de historische binnenstad. In 1970 werd Hoenkoop bij de gemeente gevoegd, waarmee het inwonertal boven de 5000 kwam. In 1989 werden de voormalige gemeenten Snelrewaard en een deel van Willeskop bij de gemeente gevoegd.
In 2015 is het 750-jarig "jubileum" van de stadsrechten van Oudewater uitbundig gevierd, onder meer met een bezoek van Koning Willem-Alexander aan de stad op 3 juli 2015.

## Geografie
De gemeente Oudewater omvat naast de stad Oudewater de voormalige gemeenten Hoenkoop, Snelrewaard en een deel van Willeskop. In 1989 zijn de kernen Papekop en Hekendorp uit de opgeheven gemeente Driebruggen bij de gemeente Oudewater gevoegd. Oudewater hoort sinds 1970 bij de provincie Utrecht, daarvoor was het een deel van Zuid-Holland. De gemeente heeft een oppervlakte van 40,17 km², waarvan 1 km² water.
De gemeente Oudewater ligt middenin het Groene Hart. De omgeving kenmerkt zich door lintbebouwing met een grote rol voor veeteelt. De meeste bebouwing van de kern Oudewater ligt als een krans rond het historische centrum ten noorden van de Hollandse IJssel. Het deel van de gemeente ten zuiden van deze rivier ligt in de Lopikerwaard.

### Aangrenzende gemeenten
| Aangrenzende gemeenten   | Aangrenzende gemeenten | Aangrenzende gemeenten | Aangrenzende gemeenten | Aangrenzende gemeenten |
| ------------------------ | ---------------------- | ---------------------- | ---------------------- | ---------------------- |
| Bodegraven-Reeuwijk (ZH) |                        |                        |                        | Montfoort              |
|                          |                        |                        |                        |                        |
|                          |                        |                        |                        |                        |
|                          |                        |                        |                        |                        |
| Krimpenerwaard (ZH)      |                        |                        |                        | Lopik                  |

## Demografie
De gemeente Oudewater heeft 10.223 inwoners (22 november 2024) die verspreid wonen over de kernen Oudewater, Snelrewaard, Hekendorp, Hoenkoop en Papekop. De stad Oudewater zelf heeft 8.340 inwoners (2023).

## Bezienswaardigheden

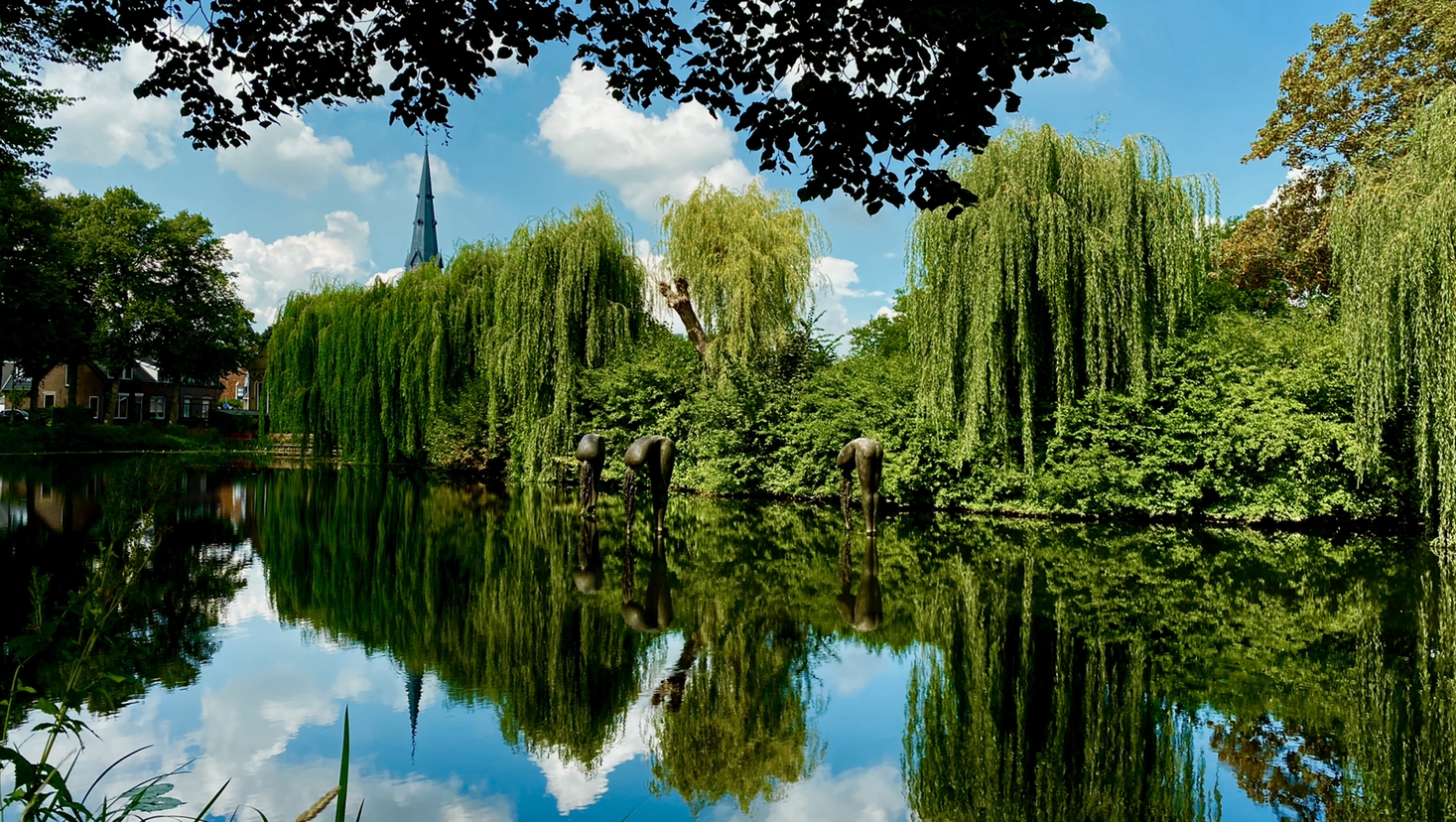
De Naiaden in Oudewater

Oudewater heeft veel monumenten. De binnenstad is voor een groot deel tot beschermd stadsgezicht verklaard en heeft 95 gemeentelijke monumenten en 127 rijksmonumenten. Oudewater heeft in totaal ruim 300 historische panden en is daarmee de stad met de hoogste monumentendichtheid van Nederland.
In 2015 zijn in het historische centrum van de stad replica’s van 26 schilderijen van de in Oudewater geboren kunstschilder Gerard David aangebracht. Ook zijn op verschillende plaatsen foto’s van de betreffende locatie uit het begin van de 20e eeuw aangebracht.
- De Waag, die sinds de 16e eeuw dienstdoet als heksenwaag.
- Het geboortehuis van Jacobus Arminius, een in Oudewater geboren theoloog die de grondlegger van de Arminiaanse leer is.
- Touwmuseum ‘De Baanschuur’ waarin de geschiedenis van Oudewater en het touw gepresenteerd wordt.
- De Grote of Sint-Michaëlskerk uit de 15de eeuw, een driebeukige hallenkerk met zadeldaktoren uit circa 1300.
- Het Stadhuis van Oudewater met Stadsmuseum Oudewater, met gevel in renaissancestijl, uit 1588.
- De Oud-katholieke kerk H.H. Michael- en Johannes de Doper uit 1882.
- De Rooms-katholieke Sint-Franciscuskerk, een neogotisch gebouw uit 1881, ontworpen door E.J. Margry. Samen met de naastgelegen school,  Sint-Fransiscusklooster en ziekenhuis vormde dit het Rooms-Katholieke centrum van Oudewater.
- De Rooms-katholieke begraafplaats Oudewater, met een kapel en het in 2019 gerestaureerde graf van streekromanschrijver Herman de Man
- De Hervormde begraafplaats Oudewater, waarvan het toegangshek en het mausoleum de status van rijksmonument hebben.
- De voormalige openbare basisschool, een neo-renaissancistisch pand uit 1882 van architect M.C. van Wijngaarden.
- Het borstbeeld van Swiebertje, de zwerver uit de NCRV-televisieserie, dat in 2003 werd onthuld door de acteur Joop Doderer, die deze rol speelde.
- De ruïne van het huis Te Vliet.

## Inwoners van Oudewater
In Oudewater woont de grootste groep naamdragers van de naam Boere van Nederland. In 2007 droegen 104 personen deze naam.
- Albert van Ouwater 1410~1415?-ca. 1475, kunstschilder
- Gerard David 1460-1523, kunstschilder behorende tot de Vlaamse Primitieven
- Rudolphus Snel van Royen 1546-1613, wiskundige
- Jacobus Arminius 1560-1609, voorman van de remonstranten (arminianen) in het begin van de 17e eeuw
- Cornelius de Jong van Rodenburgh, 1762-1838, zeekapitein
- Jacobus van Wijk Roelandszoon 1781-1847, geograaf
- Hendrikus Albertus Lorentz 1871-1944, leider van twee expedities in Nederlands-Nieuw-Guinea
- Herman de Man 1898-1946, schrijver
- Jan Montyn 1924-2015, beeldend kunstenaar
- Gert Koffeman 14 maart 1948, politicus CDA
- Mieke Steensma 1924 -2014, verzetsstrijdster
- John Spek 18 december 1950, beeldend kunstenaar
- Koert Westerman 14 december 1964, sportjournalist
- Donny de Groot 16 augustus 1979, voetballer
- Diede de Groot 19 december 1996, rolstoeltennisster

## Politiek en bestuur
| Partij                | 2006 | 2010 | 2014 | 2018 | 2022 |
| --------------------- | ---- | ---- | ---- | ---- | ---- |
| CDA                   | 4    | 4    | 4    | 6    | 4    |
| VVD/D66               | 3    | 3    | 3    | 4    | 4    |
| De Onafhankelijken    | 2    | 4    | 5    | 3    | 3    |
| ChristenUnie-SGP      | 2    | 1    | 1    | 2    | 2    |
| Progressief Oudewater | -    | -    | -    | -    | 2    |
| PvdA                  | 2    | 1    | 0    | -    | -    |
| Totaal                | 13   | 13   | 13   | 15   | 15   |

Na de verkiezingen van maart 2018 was Oudewater de een-na-laatste gemeente in Nederland waar een coalitie tot stand kwam. Vanaf november 2018 had de partij De Onafhankelijken - na het vertrek van een raadslid - een zetel minder en werd door het bewuste raadslid de nieuwe partij De Wakkere Geelbuik opgericht. Het college van B&W werd gevormd door burgemeester Danny de Vries en de wethouders Walther Kok (De Onafhankelijken), Bas Lont (ChristenUnie-SGP) en Marieke Teunissen (VVD). Teunissen vertrok na enkele maanden om burgemeester van  Scherpenzeel te worden. Op 24 november 2022 nam Ivo ten Hagen (VVD) haar plaats in het college in. Op 16 november 2023 legde Ten Hagen zijn ambt neer, om opgevolgd te worden door Bernadette Schomakers. 

## Sport
Vanaf het jaar 1933 zijn er twee voetbalverenigingen in Oudewater: OVS Oudewater en UNIO. Door een teruglopend aantal jeugdleden in Oudewater zien zaterdagclub OVS en zondagclub UNIO echter noodzaak om te fuseren tot FC Oudewater. In november 2015 wordt door leden van beide verenigingen met een overtuigende meerderheid gestemd vóór de fusie. De leden stemmen hiermee ook in voor prestatief voetbal op de zaterdag en kiezen ook automatisch voor het huidige logo en tenue en voor de kantine van UNIO als nieuw 'hoofdkwartier'. Het laatste betekent een kleine verhuizing voor de leden van OVS, omdat beide clubs al op "Sportpark Markveld" speelden. Doordat de fusieclub ook besluit op de zaterdag te gaan spelen neemt de club de plek van OVS Oudewater, dat in het seizoen 2015/16 in de Vierde klasse zaterdag speelde, in de Vierde klasse in. Ondanks dat UNIO in het seizoen 2015/16 nog uitkwam in de Tweede klasse zondag.
De clubkleuren van de nieuwe fusieclub bestaan uit een combinatie van de rood/witte tenues van OVS en de blauw/gele tenues van UNIO. 

Het eerste herenelftal speelde in 2022 in de Tweede klasse en het eerste elftal van de dames in de Derde klasse. Zowel het eerste heren- als het dameselftal speelt in het seizoen 2024/25 in de Tweede klasse.

## Monumenten en beelden
De gemeente Oudewater kent een groot aantal rijks -en oorlogsmonumenten. Tevens bevinden zich enkele kunstwerken in de openbare ruimte, zie:
- Lijst van rijksmonumenten in Oudewater (gemeente)
- Lijst van gemeentelijke monumenten in Oudewater
- Lijst van oorlogsmonumenten in Oudewater
- Lijst van beelden in Oudewater

## Trivia
- Oudewater was het decor voor de openluchtopnames van de televisieserie Swiebertje.
- In Oudewater zijn veel opnames gemaakt voor de jeugdserie Ernst, Bobbie en de rest.
- Inwoners van Oudewater worden ‘Geelbuiken’ genoemd. Deze term stamt uit de touwgeschiedenis: touwslagers liepen over straat met dikke, gele bundels hennep voor de buik.[11]

## Afbeeldingen

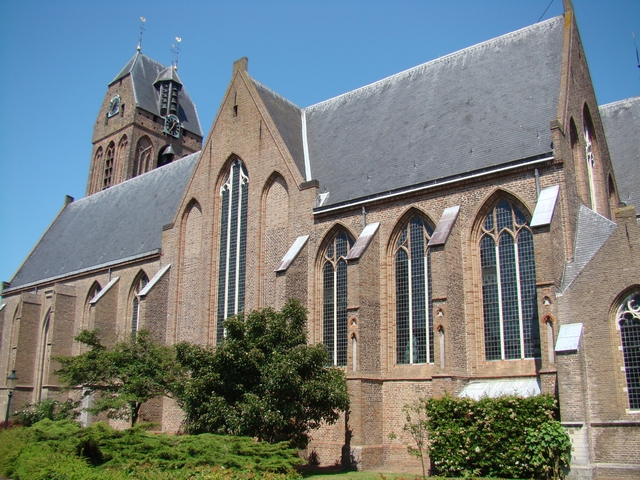
Grote of St.-Michaëlskerk
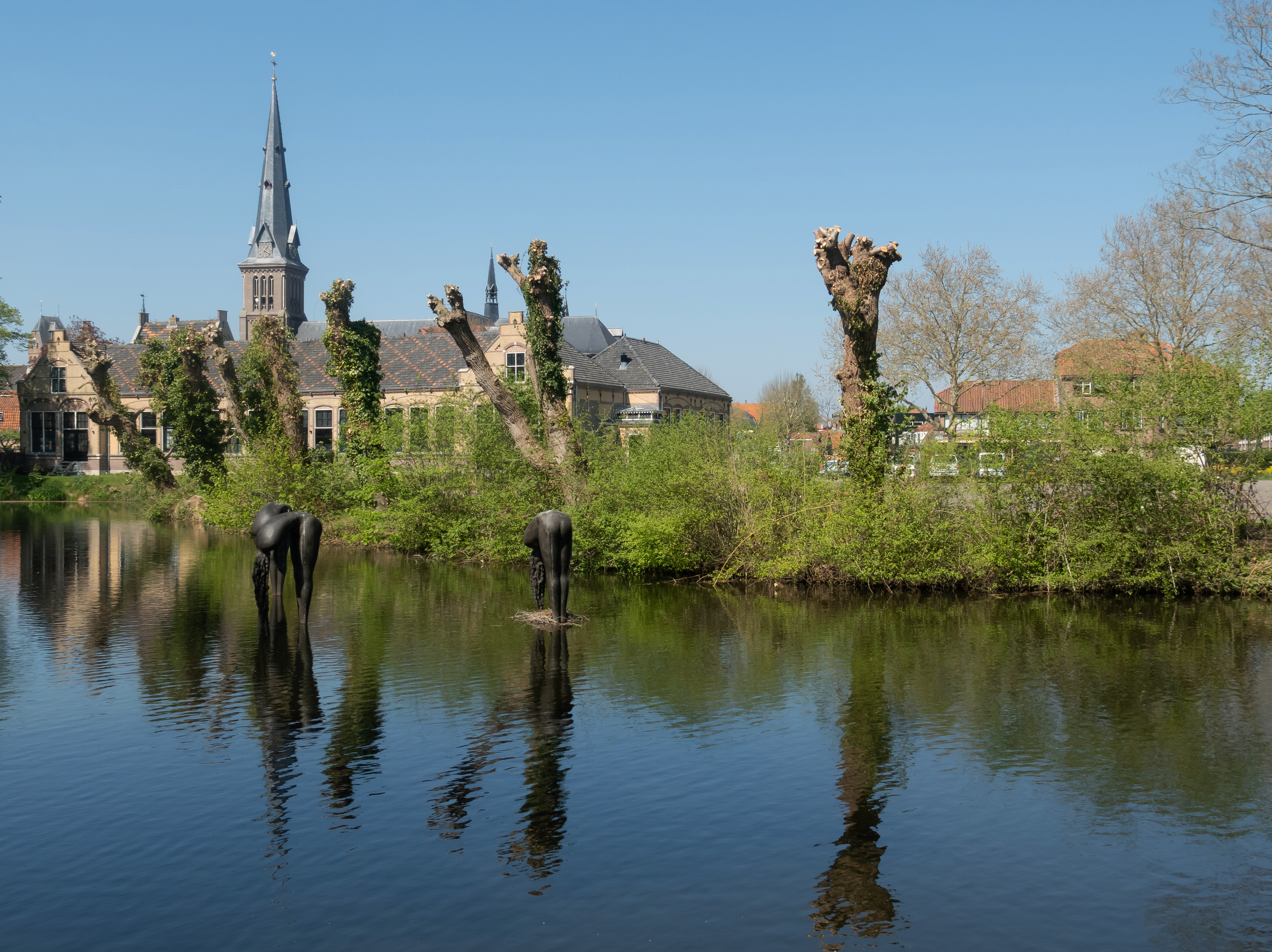
Sint-Franciskuskerk vanaf de Waardsedijk
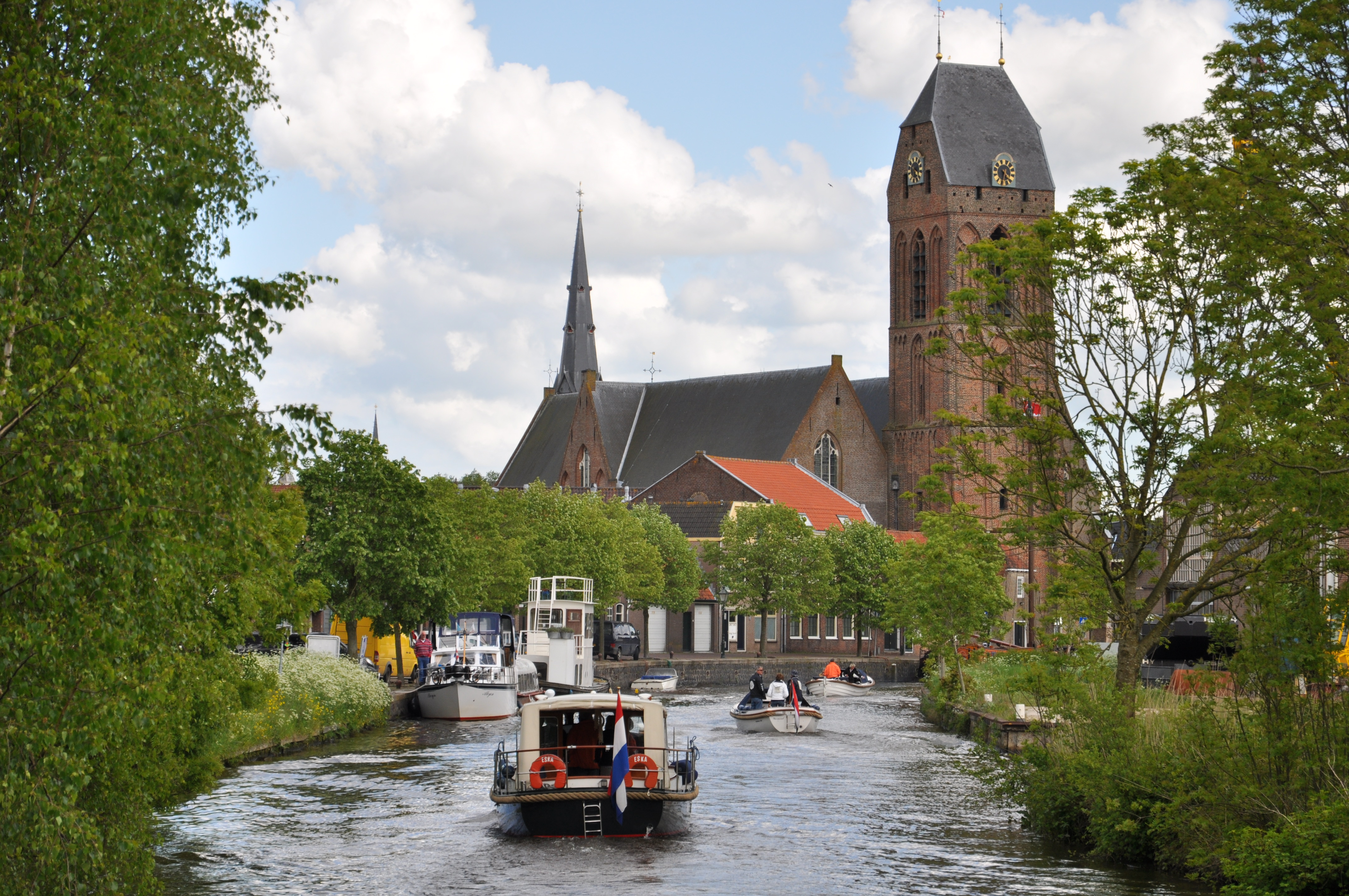
Hollandse IJssel
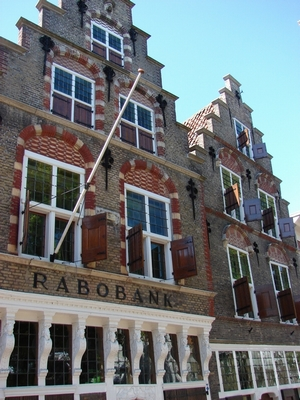
Huis met de negen koppen
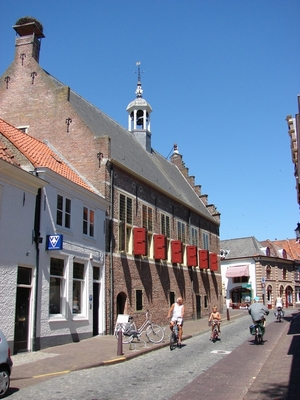
Stadhuis
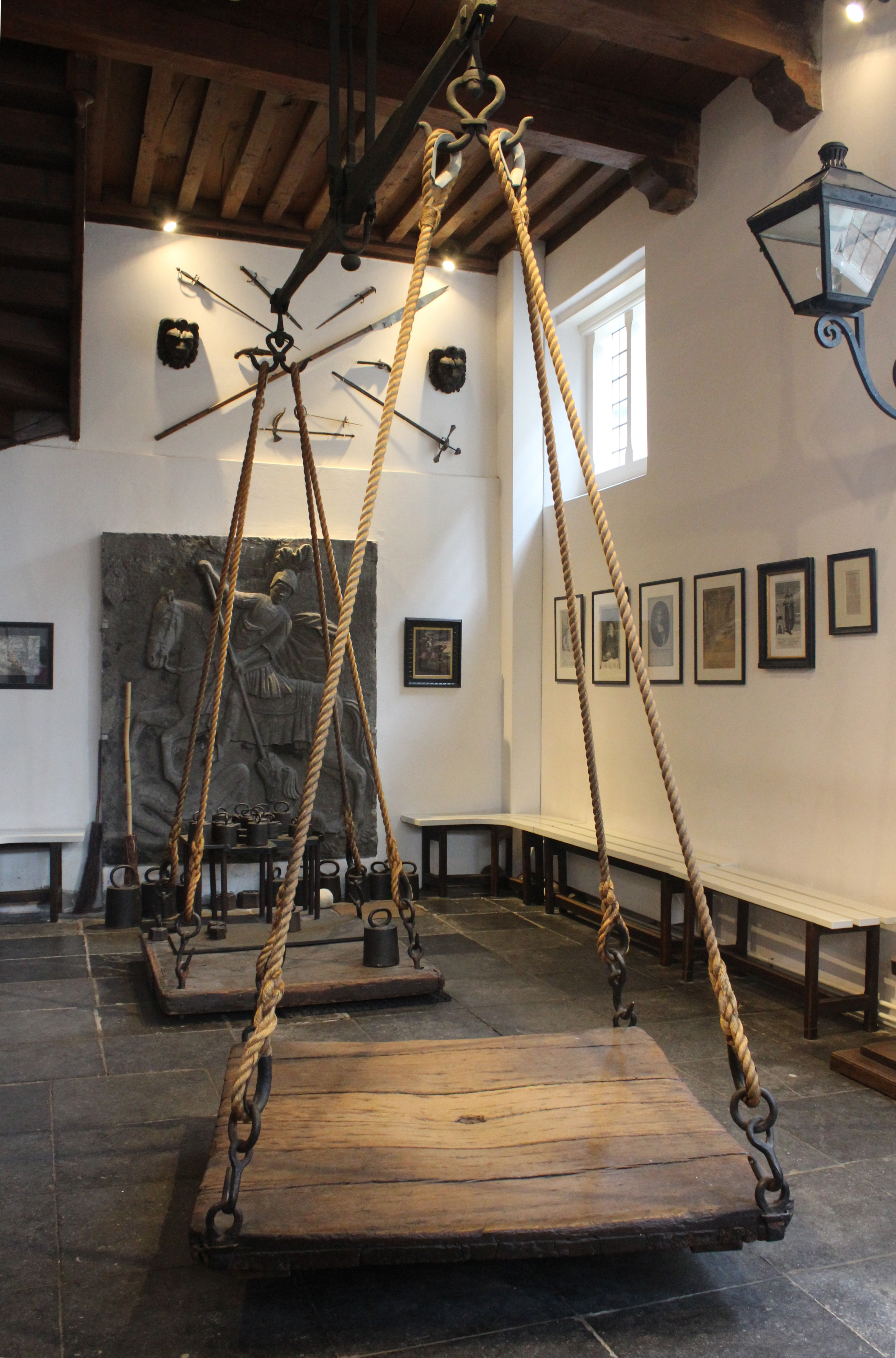
De heksenwaag
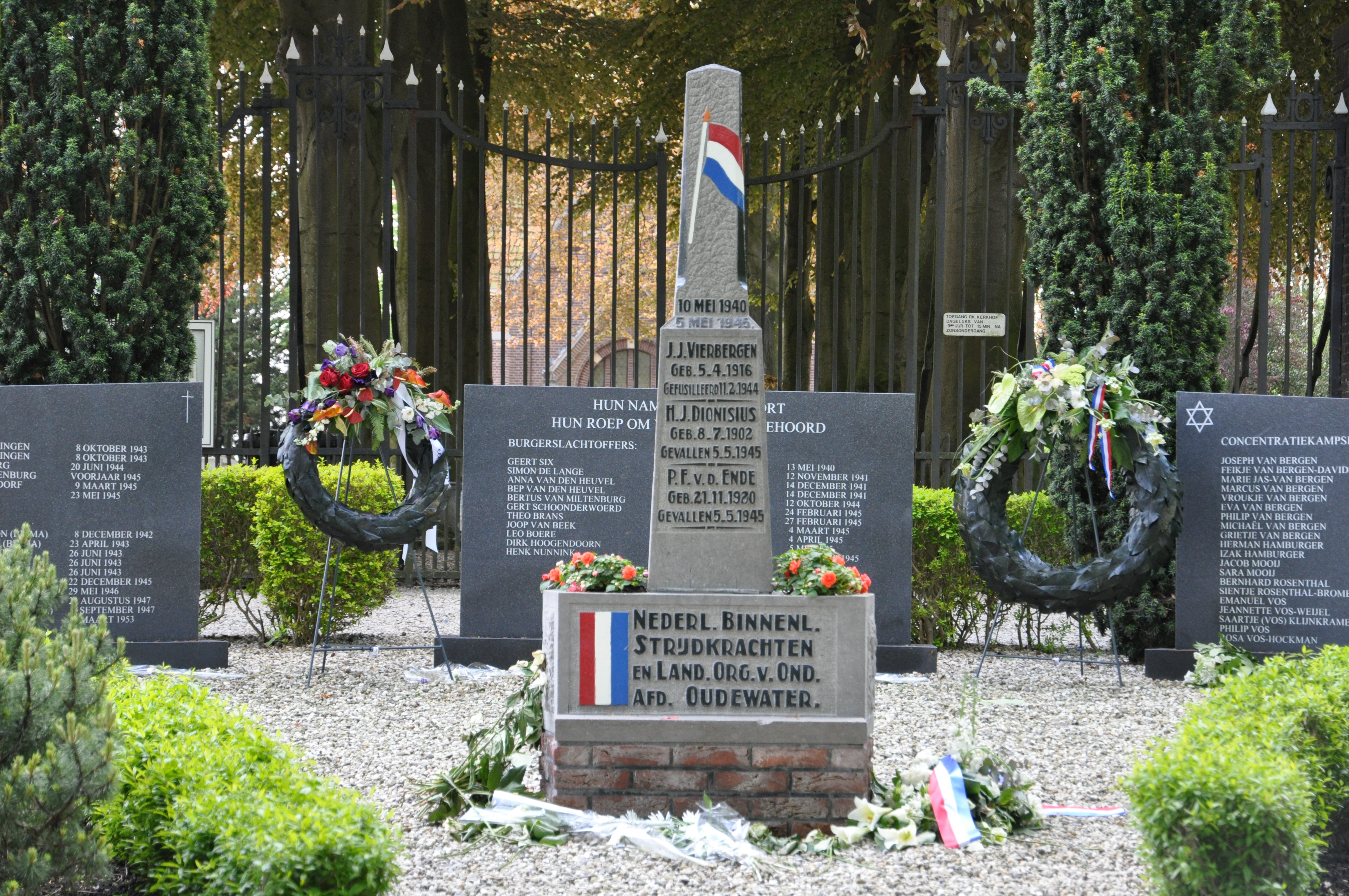
Oorlogsmonument
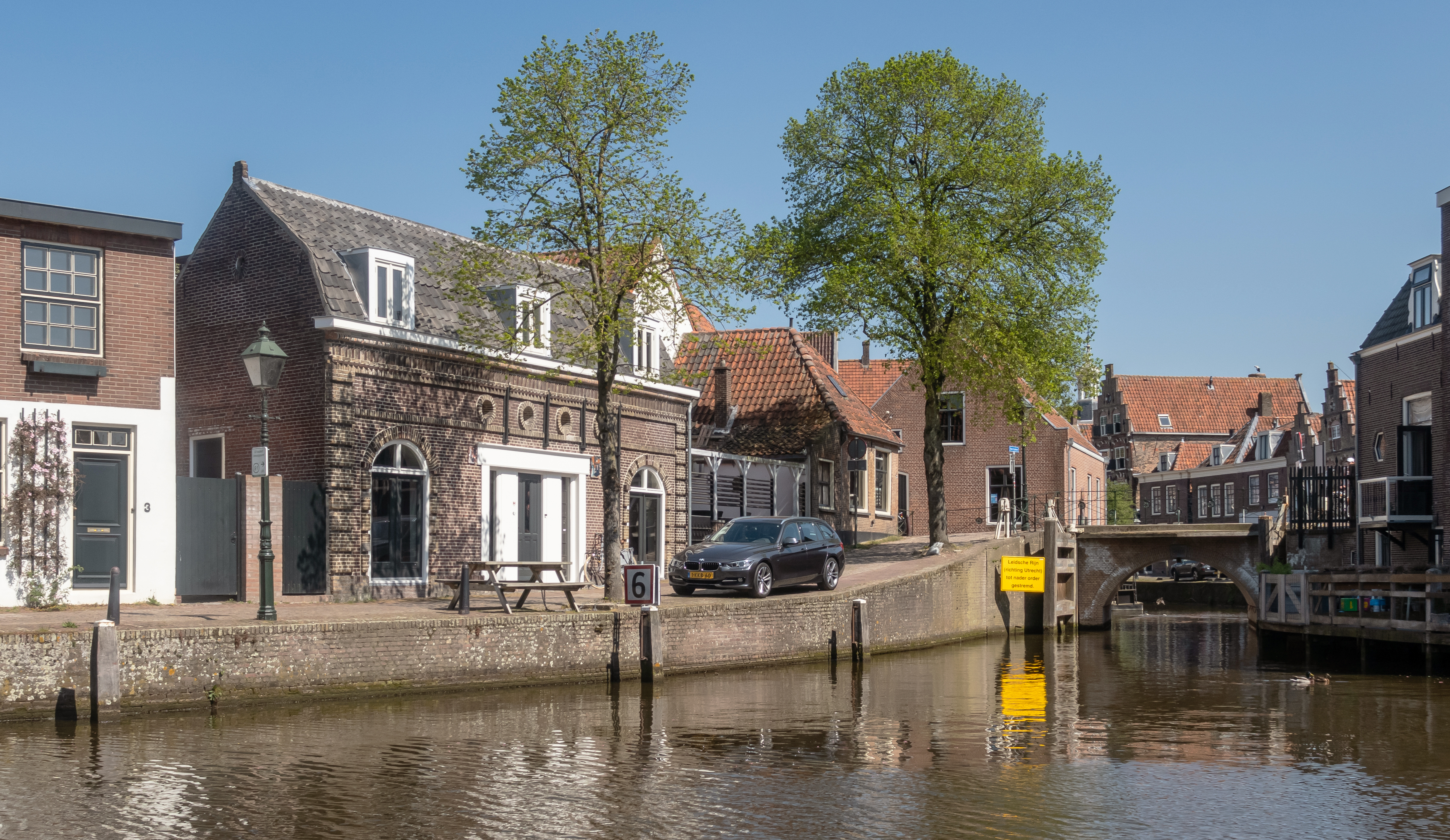
Zicht op gracht vanaf West IJsselkade
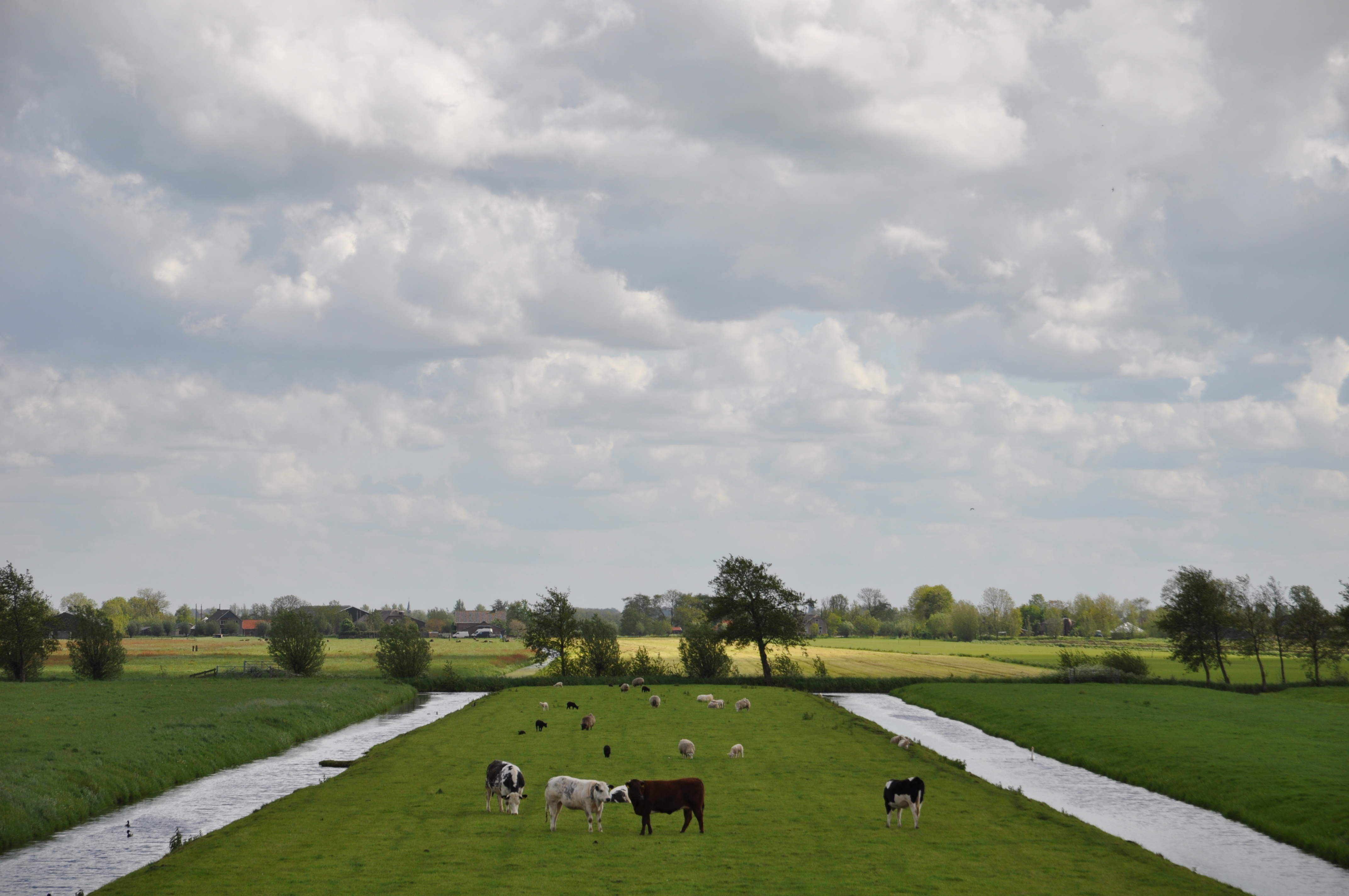
Polderlandschap even buiten de kern
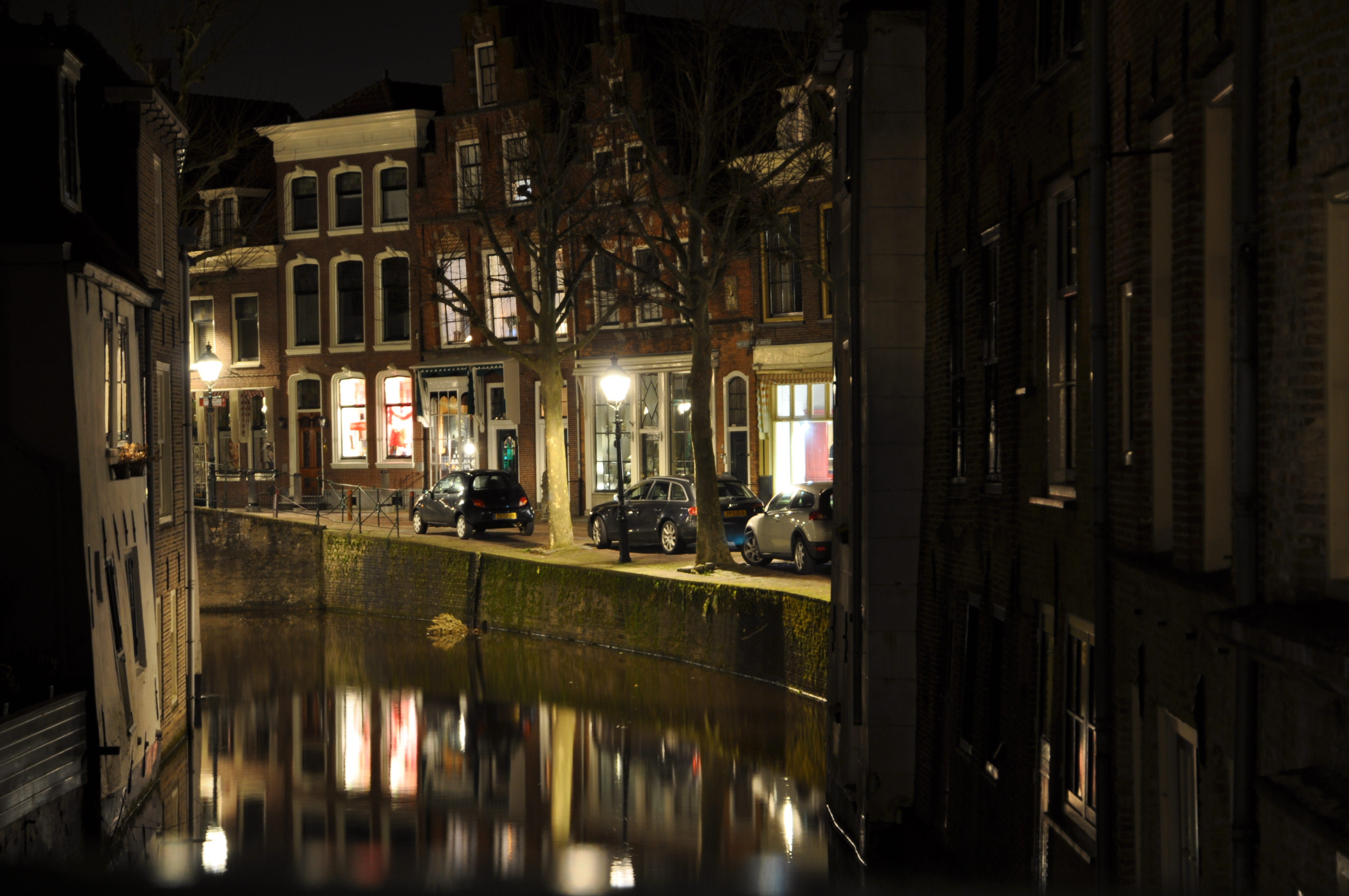
Oudewater bij nacht

### Panorama

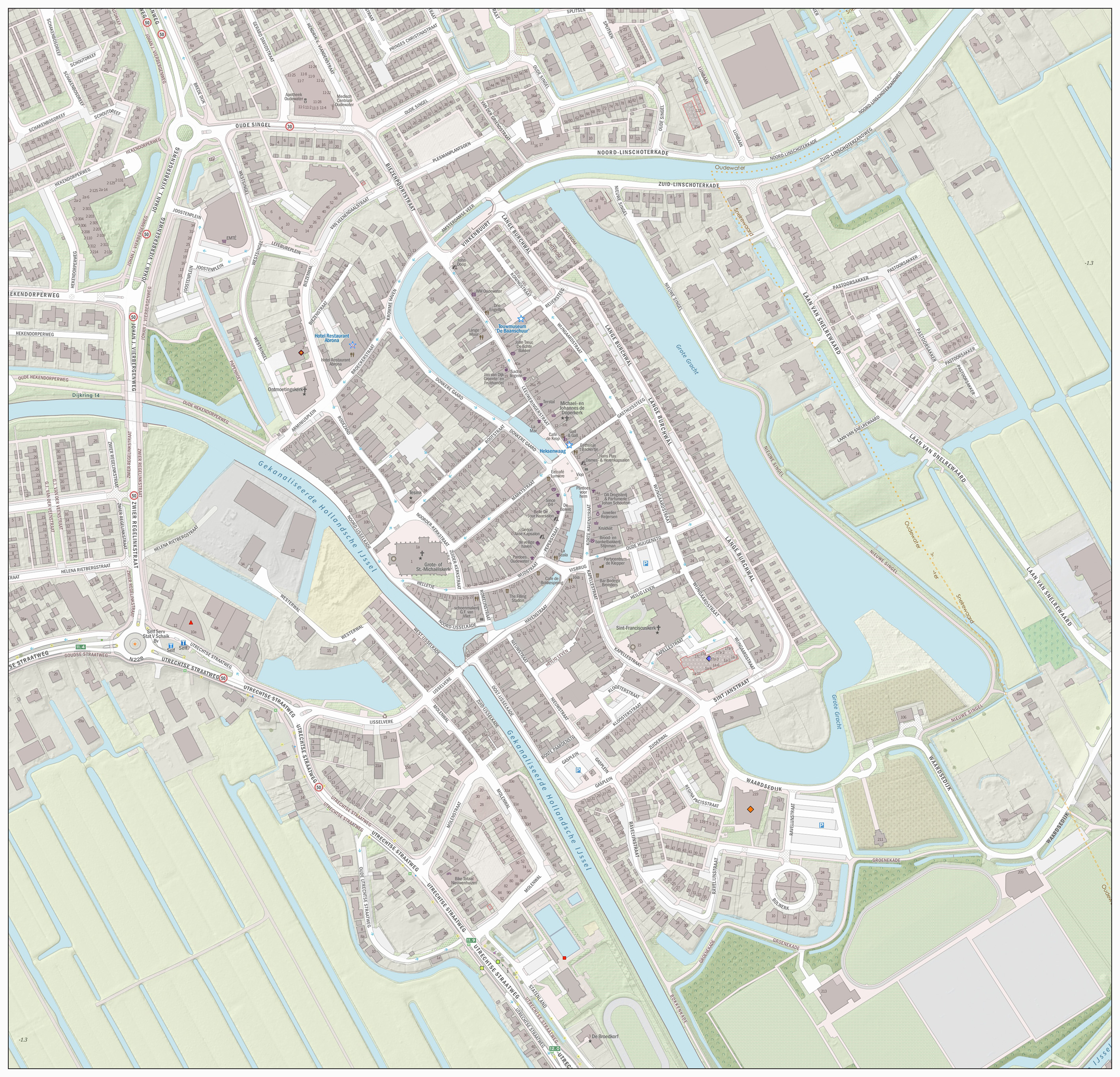
Het centrum van Oudewater